# GeoGuessr
GeoGuessr је веб-игра коју је креирао шведски програмер Антон Вален 9. маја 2013. године. Игра користи полу-рандомизовану локацију Google Street View-а и захтева од играча да погоде своју локацију у свету користећи само видљиве трагове. Веб страница је имала стотине хиљада јединствених посетилаца дневно у року од недељу дана од објављивања.